# Watson Kirkconnell
Watson Kirkconnell (Port Hope, Ontario, 1895. május 16. – Wolfville, Új-Skócia, 1977. február 26.) kanadai költő, műfordító, akadémikus.
Fordítási munkái során igen sok magyar nyelvű művet ültetett át angolra: többek között lefordította Arany János A walesi bárdok című balladáját, de a Szózat angol változata is az ő kezei közül került ki. Több mint ötven nyelvet és dialektust ismert; műveiben képes volt tisztán, de ugyanakkor ékesen szólni átlagos témákról. Több mint 170 műve jelent meg, amelyek főként verseskötetek, könyvek, irodalmi kritikák és társadalmi kommentárok voltak.
Évtizedekig dolgozott professzorként Manitobában és Ontarióban. 1936-ban a Kanadai Királyi Társaság tagjai közé választotta.
A második világháború során a kormány megbízásából nemzetiségekkel foglalkozott 1940-ben, később az Állampolgársági Hivatal munkatársaként dolgozott. 1942-ben kitüntették a Lorne Pierce Medallal. 1943-ban a jótékonyságal kapcsolatos kutatásokkal foglalkozott, 1944-ben a baptisták kanadai szervezeténél kapott munkát.
1948 és 1964 között az Acadia Egyetem elnöke volt. Elnöksége alatt igen bőkezű volt a baptistákkal és az angol-kanadaiakkal, ugyanakkor ellenséges és bizalmatlan volt a kommunistákkal és a vallási fanatikusokkal.
1968-ban A Kanadai Lovagrend tiszti címét adományozták neki, a hazájában és külföldön tudósként, oktatóként és íróként végzett tevékenységért.
Kirkconnell sűrűn levelezett a szerb Pavle Popovićcsal, a Belgrádi Egyetem rektorával.

## Művei
- European elegies. One hundred poems chosen and translated from European literatures in fifty languages; Graphic Publ., Ottawa 1928
- Petőfi jelentősége az új-világ szempontjából. Watson Kirkconnell a Petőfi Társaság ülésén felolvasandó székfoglalója, 1932 november; Kanadai Magyar Újság, Winnipeg, 1933
- The Magyar Muse. An anthology of Hungarian poetry 1400–1932; szerk., ford., bev., osztyák és vogul mutatvánnyal Watson Kirkconnell, előszó Herczeg Ferenc; Kanadai Magyar Újság Press, Winnipeg, 1933
- The poetry of Ady; Society of the Hungarian Quarterly, Bp., 1937
- Quintessence of Hungary; Society of the Hungarian Quarterly, Bp., 1938
- A little treasury of Hungarian verse; American Hungarian Federation, Washington, 1947 (American Hungarian Library)
- A slice of Canada emoirs; University of Toronto Press, Toronto, 1967
- Awake the courteous echo he themes and prosody of Comus, Lycidas, and Paradise regained in world literature with translations of the major analogues; University of Toronto Press, Toronto–Buffalo, 1973
- Hungarian bouquet elected poems; vál., főszerk. Leslie Könnyű [László], ford. Watson Kirkconnell et al.; American Hungarian Review, St. Louis, 1984
- Hungarian Helicon pic and other poetry; szerk., ford., bev. Watson Kirkconnell; Széchenyi Society, Calgary, 1985